# Mel Ott
Melvin Thomas Ott (2 março de 1909,  Gretna, Luisiana  – 21 de novembro de 1958, Nova Orleães, Luisiana), apelidado de "Master Melvin", foi um jogador profissional de beisebol que atuou como campista direito da Major League Baseball (MLB) pelo New York Giants, de 1926 até 1947.
Rebatia como canhoto e arremessava como destro. Foi convocado para o Jogo das Estrelas por onze temporadas consecutivas, e foi o primeiro jogador da Liga Nacional a ultrapassar a marca de 500 home runs. Ele era excepcionalmente de baixa estatura para um  rebatedor com tanta potência, com 1,75 e 77 quilos.
Foi eleito para o  Hall of Fame em 1951.